# Franco Donatoni

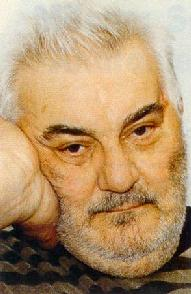
Franco Donatoni

Franco Donatoni  (Verona, 9 juni 1927 - Milaan 17 augustus 2000) was een  Italiaans componist. De prominente Finse dirigent en componist Esa-Pekka Salonen was een leerling van hem.

## Biografie
Donatoni studeerde van 1946 tot 1948 aan het conservatorium van Milaan en van 1948 tot 1951 aan dat van Bologna. Direct aansluitend studeerde hij een jaar bij Pizzetti aan de Accademia Nazionale di Santa Cecilia te Rome. Daarna werkte hij als docent aan diverse conservatoria.

## Onderscheidingen
In 1985 werd hij onderscheiden met de titel Commandeur dans l'Ordre des Arts et des Lettres. De versierselen werden hem uitgereikt door de Franse minister van Cultuur.

## Werken (selectie)
Orkest
- Concertino (1952)
- Sinfonia (1953)
- Musica (1955)
- Puppenspiel nr. 1 (1961)
- Puppenspiel nr. 2 (1966)
- Per orchestra (1962)
- Doubles II (1969–1970)
- Voci (1972–1973)
- Diario 83 (1985)
- Eco (1985–1986)
- Sweet Basil (1993)

Kamermuziek
- Quartetto I (1950)
- 5 pezzi (1954)
- Composizione in 4 movimenti (1955)
- Quartetto II (1958)
- Doubles (1961)
- Quartetto IV (1963)
- Diario 76 (1977)
- Spiri (1977)
- The heart's eye (1979–1980)
- La souris sans sourire (1988)
- Hot (1989)
- Feria II (1992)

Vocaal
- Il libro di sette sigili (1951)
- Arie (1978)
- Still (1985)

- Bibsys: 3101914
- Biblioteca Nacional de España: XX1639824
- Bibliothèque nationale de France: cb13511370w (data)
- Gemeinsame Normdatei: 12110933X
- International Standard Name Identifier: 0000 0001 0935 679X
- Library of Congress Control Number: n80159295
- Nationale Bibliotheek van Letland: 000045710
- MusicBrainz: de91c33e-1154-4f46-97a6-e6781e8ea9ac
- Nationale Bibliotheek van Tsjechië: xx0155983
- Nationale Bibliotheek van Israël: 987007399297805171
- Nederlandse Thesaurus van Auteursnamen: 074920243
- Istituto Centrale per il Catalogo Unico: CFIV003706
- LIBRIS: 212550
- SNAC: w6f48vd0
- Système universitaire de documentation: 083050086
- Trove: 1231407
- Virtual International Authority File: 111440307
- WorldCat: E39PBJh8PTRM9vCqWrmgT8YVmd